# Cuisine berbère
 (mars 2024).
Si vous disposez d'ouvrages ou d'articles de référence ou si vous connaissez des sites web de qualité traitant du thème abordé ici, merci de compléter l'article en donnant les références utiles à sa vérifiabilité et en les liant à la section « Notes et références ».
La cuisine berbère ou cuisine amazighe (en berbère : asenwi amaziɣ) est une cuisine traditionnelle ancestrale commune aux Berbères, autochtones d'Afrique du Nord-Ouest. Elle a peu évolué au cours du temps, mais diffère d'une région à l'autre, suivant les ressources agricoles locales.

## Histoire
Le brassage ethnique et culturel n'a pas eu un grand impact sur la cuisine berbère, particulièrement pour les populations berbères reculées dans des contrées difficiles d'accès. Bien qu'ils aient été les premiers habitants de l'Afrique du Nord, les Berbères ont longtemps vécu dans des communautés isolées et repliées sur elles-mêmes, malgré les diverses incursions phéniciennes, byzantines, romaines, arabes, ottomanes ou françaises.
L'introduction du sucre et du thé, au Moyen Âge, fut considérée comme un nouvel élément de valeur sociale, au point que tout un rituel s’est installé autour de cette nouvelle consommation, devenue la boisson nationale par excellence. Ces deux ingrédients furent utilisés comme monnaie d'échange.
Actuellement, s'il n'est guère aisé de parler de cuisine « typiquement berbère », certains mets restent un patrimoine d'identité culturelle.

## Les principaux mets

### Pains et galettes
- Aghroum : un pain qui occupe une place privilégiée dans la culture culinaire berbère ; il est préparé de différentes manières, fait de farine ou de semoule de blé ou d'orge, mais aussi de maïs ainsi que de la levure traditionnelle, pour obtenir une pâte fermentée. Ce pain nécessite une cuisson longue à feu doux, dans des fours traditionnels en terre cuite (afurnu). La pâte est longuement pétrie à la main et arrosée de temps à autre d'eau tiède en petites quantités, jusqu'à ce que la pâte soit souple et élastique. La levée de la pâte est aussi un deuxième point de réussite : après une première levée, la pâte sera divisée en boules, ces dernières seront aplaties sous forme de galettes, selon la taille souhaitée. Une deuxième levée terminera enfin le travail. Le pain peut alors être cuit et servi.
- Aghroum akouran (du berbère : aghroum, « pain », et aqouran « dur ») est une galette traditionnelle algérienne originaire de Kabylie qui peut être cuite sur un tajine en terre cuite ou en fonte. Un peu dure et croustillante, elle se prépare sans pétrissage ni temps de repos avec de la semoule, du sel, de l'eau et d'une grande quantité d'huile d'olive
- Aghroum boutgouri : pain farci, sans levure, servi imbibé de beurre ou fourré de viande hachée.
- Aghroum n'tadount : sorte de galette farcie de graisse, d'oignons, persil et coriandre.
- Aghroum s'levsel : pain à l’oignon, à l’huile d'olive et à l'anis.
- Bouchiar : galette fine, sans levure, imbibée de beurre et de miel.
- Bourjeje : crêpe faite à base de farine, d'œufs, de levure et de sel (terme utilisé par les Berbères de Kabylie).
- Tafarnout ou afarnou (du berbère « pain du four ») : pain quotidien du Souss, du Haut Atlas et de la région de Zagora. Le pain tafarnout est servi avec les tajines et avec le lidam, un assortiment composé d'huile d'argan, d'amlou (mélange de pâtes d'amandes grillées et d'huile d'argane), d'oudi (beurre clarifié au thym), d'huile d'olive et de différentes sortes de miel.
- Tafdarth ou aharcha : petite galette rifaine de semoule d'orge et miel. Ce plat est très consommé au nord du Maroc et spécialement lors du Ramadan.
- Taguella, targuia ou taghella (en tachelhit tagwella) : plat de base des Touareg, le pain du désert cuit sous la cendre.
- Tamtunt : galette levée kabyle, farine, eau et sel.
- Tartunt : galettes aux œufs réalisées dans le cadre de la célébration du printemps dans la Kabylie orientale.

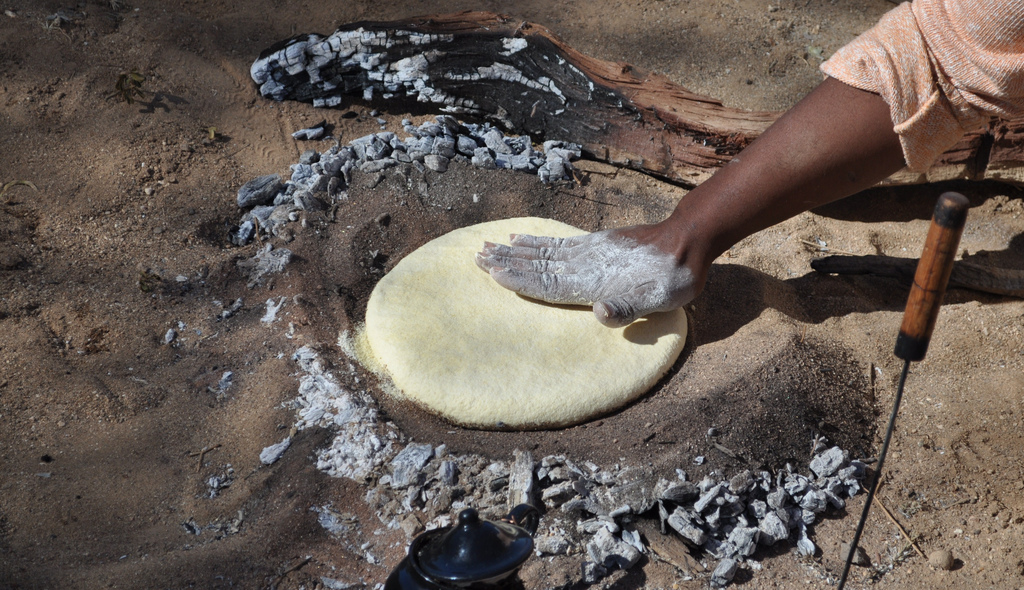
Préparation de la taguella.

### Autres mets
- Abbadaz : couscous au poisson accompagné de légumes frais ou en conserve, servi avec de la semoule de maïs, spécialité d’Agadir et de sa région. Il se prépare également à l’orge.
- Aghi n'ddoun : terme berbère du Moyen Atlas représentant une boisson de choix, obtenue par barattage du lait frais. On obtient alors du leben et du beurre ; il s'agit d'une technique traditionnelle réalisée avec de la peau de chèvre tannée utilisée comme ustensile, suspendue et remuée manuellement dans le sens horizontal.
- Amekfol : couscous kabyle aux légumes cuits à la vapeur.
- Baghrir : terme arabe désignant des crêpes légères et spongieuses faites à base de farine, levure, sel, servies chaudes et imbibées de beurre et de tament (miel), nommées en langue kabyle tighrifin, « mille trous » ou hatita en rifain.
- Beignets de semoule kabyles : faits avec des œufs, de la levure, des amandes en poudre, de la grosse semoule, de l'huile pour friture, du miel, de l'eau de fleur d'oranger ou une goutte d'essence de rose.
- Couscous aux légumes : plat devenu symbole de la cuisine des pays du Maghreb. L'appellation diffère d'une région à l'autre mais on retient le terme keskesu dans les langues berbères sahariens et seksu pour les langues du nord (chleuh, kabyle, rifain, chaoui, etc.[1]) ou afattal[réf. souhaitée], dénomination du Moyen Atlas central.
- Batata ou'knouch : tranches rondes de pomme de terre dans un plat en terre cuite et de préférence cuites dans un four en terre cuite (tayenwath), plat rifain.
- Bazeen, bazin ou bazine : plat typique de Libye avec une farine de blé moulu au centre. L'origine du mot provient de la racine pan-berbère BZN qui donne aussi le mot abazin, aussi un plat à base de semoule et de plantes.
- Chakhchoukha (tachekhcoukht) : plat algérien originaire de Biskra ainsi que de Bousaada et dans les Aurès. Grandes feuilles de pâtes (ftir) cuites et émiettées puis arrosées d‘une sauce rouge épicée, accompagnée de viande ou de poulet.
- Couscous au lait.
- Ifelfel (ou ifelfel sezit) : à base de piment rouge, vert et d’huile d'olive ; une recette traditionnelle de la cuisine kabyle.
- Gofio : farine grillée, aliment à base de céréales grillées originaire des îles Canaries ; c'est la base du régime alimentaire des Guanches. Il est élaboré à partir d'orge, de blé et de rhizome de fougère.
- Habazine : tout petits ronds faits à base de pâte à mélanger avec la soupe.
- Harcha : galette originaire du Maroc, plus précisément du Moyen Atlas, préparée à base de semoule, de beurre et de lait ou d'eau et servie avec du thé à la menthe et du miel.
- Hareloum : à base de pâte de tradition berbère qui se mange avec l’ephelfel.
- Harira (tahrirt) : soupe de tomate, légumes, viande et oignons.
- Iwzan n temẓin ou aren n temẓin : semoule d'orge, variété ancestrale de semoule typique du monde berbère. Entre autres utilisée pour le couscous, notamment celui au lait.
- Méchoui : un mouton entier rôti dans un four artisanal conçu spécialement pour cet usage. La viande de mouton est enduite de beurre. Ce plat est réservé aux festivités.
- Oudi : terme berbère qui désigne le beurre frais ou le beurre rance. Le beurre rance, avec 10 % de sel et de thym, est un produit essentiel dans la cuisine berbère, notamment dans le couscous ; il a une odeur forte et une saveur âcre.
- Pastili n'tyazit : petits gâteaux rifains en forme de poule ou de pigeon, très populaires dans les années 90.
- Rferfer ikhenfan : idem mais chez les Rifains[pas clair].
- Sekhsu : couscous rifain composé de semoule de blé et garni de poulet, certaines familles y rajoutent aussi des légumes.
- Seffa :  couscous marocain et algérien à base de semoule, sucré à la cannelle et aux amandes.
- Sfété ou zviti : plat originaire de Bousaada (Algérie). Galette dure coupée en petits morceaux dans un mehres avec piments forts, tomates fraîches ou séchées, ail, coriandre, mélangé à l'eau bouillante au concentré de tomates en utilisant un pilon, recouvert à volonté d'un filet d'huile d'olive ou de beurre de brebis.
- Taasbant : plat kabyle à base de boulettes de semoule moyenne et de légumes (tomates, courgettes, haricots verts, céleri, carottes…), viande d'agneau cuite à l'huile d'olive. Ces boulettes de semoule sont introduites à la fin de la cuisson.
- Tahricht : à base d'abats (ganglions, crépine, poumons, cœur). Ces ingrédients enroulés avec les intestins sur un bâton de chêne, sont cuits sur la braise.
- Taklilte : fromage blanc séché utilisé comme adjuvant du couscous, de la soupe, etc.
- Tazzemite ou zembou : orge fumée et torréfiée mélangée à de l'eau et consommée avec de l'huile d'olive. Plat typiquement rifain appelé tazzemit dans la région de Nador et zembou dans le reste du Rif (Al Hoceima et Jbala).
- Makroud : pâtisserie à base de semoule et de pate de datte.
- Mardoud : plat composé de gros grains de couscous accompagné d'une sauce épicée et de viande de mouton originaire des régions sahariennes.
- Tighrifine : crêpes feuilletées, enduites de semoule et d'huile de tournesol ou d'huile d'olive chez les Rifains.
- Osban : plat à base de panse farcie.
- Tikourbabine : fait avec une sauce composée d'oignons, de paprika ou de concentré de tomate, de poivre, de sel, d'huile et de viande et de boules de semoule mélangées avec des oignons, du poivre, du piment, du sel, du persil, le tout mélangé avec de l'eau et ajouté à la sauce précédente.
- Timsemnin : feuilles de brik.
- Tundjifin : grillade de graines d'orge à la marocaine, trempées dans l'eau et passées au pilon, que l'on expose au soleil, puis retirées avant séchage complet, ensuite grillées et versées dans un plateau. Une fois arrosées d’eau salée, les tundjifin sont servies sans autre préparation.
- Tifenjiyin : nom rifain pour désigner les sfenj, petits beignets à la pâte salée et recouverts de sucre.
- Tcharmila : sauce à base de tomates et de poivrons rouges, bien salée et couverte d'un filet d'huile d'olive. Elle sert à accompagner des poissons frits (isermane iqlan). Cette sauce est utilisée seulement par les Rifains.[réf. nécessaire]
- Tlitli : plat de pâtes originaire de l'Ouest algérien.
- Trussi : beurre blanc obtenu après le barattage du lait cru (aghi) chez les Rifains.

### Fromages
- Aghoughlou : fromage kabyle à base de lait de vache ou de chèvre.
- Aoules : préparé à base de lait caillé par les membres de la confédération touaregue des Kel Ahaggar.
- Bouhezza : fromage originaire des Aurès, préparé à base de lait de vache ou de brebis.
- Ibakhbakhane : originaire des  Aurès, c'est une variante du Bouhezza.
- Ighounane : originaire du Djurdjura, en Kabylie, c'est une préparation à base de fromage connu sous le nom d'adghess dans d'autres régions d'Algérie.
- Klila : fromage blanc séché et agglutiné
- Oudi ouan oulli fromage touaregue, servi en petites portions.
- Takammart : le nom signifie fromage en tamasheq, il est originaire du Hoggar et est fabriqué avec des morceaux de caillettes de chevreaux pétris sur des nattes de fenouil.
- Takemarit : produit uniquement à base de lait de chèvre et mangé avec des cacahuètes, du miel et de thé à la menthe, il est origine du Mzab et de Naâma.

Les Zayanes de Khénifra, au Moyen Atlas, ont une cuisine d'une grande simplicité, mais savoureuse, essentiellement basée sur le blé, l'orge, le maïs, le lait de brebis et de chèvre, le beurre, le miel, la viande et le gibier.